# Dyspteris formosa
Dyspteris formosa är en fjärilsart som beskrevs av Paul Dognin 1923. Dyspteris formosa ingår i släktet Dyspteris och familjen mätare. Inga underarter finns listade i Catalogue of Life.